# Georges-Louis-Marie Robert
Georges-Louis-Marie Robert, francoski general, * 1888, † 1957.